# Karen Krantzcke
Karen Krantzcke (Brisbane, 1 februari 1947 – Tallahassee, 11 april 1977) was een tennisspeelster uit Australië.

## Loopbaan
In 1966 en 1970 speelde Krantzcke in totaal twaalfmaal voor Australië op de Fed Cup; elfmaal won zij. In 1970 won zij met Australië de Fed Cup – in de finale versloegen zij de Duitse Helga's met 3–0.
In februari 1966, op het Australisch gravelkampioenschap in Brisbane, speelde Krantzcke drie finales – zij won de eindstrijd in het enkelspel en in het vrouwendubbelspel, maar verloor in het gemengd dubbelspel.
In 1968 won zij de dubbelspeltitel op het Australisch tenniskampioenschap, samen met landgenote Kerry Melville. Ook bereikte zij de dubbelspelfinale op Wimbledon in 1974.
In het gemengd dubbelspel bereikte Krantzcke vijfmaal de halve finale, waarvan viermaal met landgenoot Ray Ruffels.
Door een blessure aan haar onderarm speelde zij in de jaren 1975 en 1976 nauwelijks.
In 1977 overleed ze plotseling op dertigjarige leeftijd tijdens een rondje joggen na een partijtje dubbelspel – de diagnose was: hartstilstand.

## Resultaten grandslamtoernooien
| Legenda | Legenda                          |
| ------- | -------------------------------- |
| g.t.    | geen toernooi gehouden           |
| l.c.    | lagere categorie                 |
| –       | niet deelgenomen                 |
| G       | uitgeschakeld in de groepsfase   |
| 1R      | uitgeschakeld in de eerste ronde |
| 2R      | uitgeschakeld in de tweede ronde |
| 3R      | uitgeschakeld in de derde ronde  |
| 4R      | uitgeschakeld in de vierde ronde |
| KF      | uitgeschakeld in de kwartfinale  |
| HF      | uitgeschakeld in de halve finale |
| F       | de finale verloren               |
| W       | het toernooi gewonnen            |
| w-v     | winst/verlies-balans             |

### Enkelspel
| Australian Open | 3R | 2R | 3R | 3R | KF | KF | HF | 2R | KF | KF | HF | – |
| Roland Garros   | –  | –  | –  | –  | 3R | 1R | HF | 3R | –  | –  | –  | – |
| Wimbledon       | –  | –  | 4R | 3R | 2R | 4R | KF | 2R | 2R | 4R | –  | – |
| US Open         | –  | –  | –  | –  | 2R | KF | –  | 2R | 2R | 1R | –  | – |

### Vrouwendubbelspel
| Australian Open | KF | 3R | KF | KF | W  | HF | F  | F  | KF | KF | 1R | – |
| Roland Garros   | –  | –  | –  | –  | 2R | HF | 3R | HF | –  | –  | –  | – |
| Wimbledon       | –  | –  | –  | –  | 3R | HF | HF | 2R | 1R | F  | –  | – |
| US Open         | –  | –  | –  | –  | KF | 2R | –  | 1R | KF | KF | –  | – |

### Gemengd dubbelspel
| toernooi        | 1966 | 1967 | 1968 | 1969 | 1970 |      | 1972 | 1973 | 1974 | w-v |
| --------------- | ---- | ---- | ---- | ---- | ---- | ---- | ---- | ---- | ---- | --- |
| Australian Open | –    | –    | HF   | KF   | g.t. | g.t. | g.t. | g.t. | 1-2  |     |
| Roland Garros   | 2R   | KF   | 2R   | 3R   | 3R   | –    | –    | –    | 6-5  |     |
| Wimbledon       | KF   | HF   | 4R   | HF   | KF   | KF   | HF   | 4R   | 28-8 |     |
| US Open         | –    | HF   | –    | 2R   | –    | 2R   | –    | –    | 5-2  |     |

## Palmares

### WTA-finaleplaatsen enkelspel
| nr.              | finale     | toernooi          | ondergrond | tegenstandster     | score           |
| ---------------- | ---------- | ----------------- | ---------- | ------------------ | --------------- |
| gewonnen finales |            |                   |            |                    |                 |
| 1.               | 1966-02-27 | WTA Brisbane      | gravel     | Lexie Kenny        | 6-1, 6-2        |
| 2.               | 1966-06-10 | WTA Beckenham     | gras       | Maria Bueno        | walk-over       |
| 3.               | 1968-10-13 | WTA Launceston    | gravel     | Evonne Goolagong   | 6-1, 6-1        |
| 4.               | 1968-12-01 | WTA Adelaide      | gras       | Lesley Hunt        | 4-6, 9-7, 6-1   |
| 5.               | 1968-12-15 | WTA Brisbane      | gras       | Kerry Melville     | 6-3, 6-4        |
| 6.               | 1974-01-06 | WTA Sydney        | gras       | Evonne Goolagong   | 6-2, 6-3        |
| verloren finales |            |                   |            |                    |                 |
| 1.               | 1966-08-13 | WTA Locust Valley | gras       | Billie Jean King   | 2-6, 0-6        |
| 2.               | 1968-08-11 | WTA Locust Valley | gras       | Mary-Ann Eisel     | 6-3, 13-15, 6-8 |
| 3.               | 1969-02-03 | WTA Auckland      | gras       | Ann Haydon-Jones   | 1-6, 1-6        |
| 4.               | 1969-08-03 | WTA Hilversum     | gravel     | Kerry Melville     | 2-6, 6-3, 3-6   |
| 5.               | 1969-11-22 | WTA Rockdale      | gravel     | Kerry Melville     | 3-6, 10-8, 1-6  |
| 6.               | 1969-12-08 | WTA Brisbane      | gras       | Winnie Shaw        | 9-11, 3-6       |
| 7.               | 1972-06-10 | WTA Chichester    | gras       | Betty Stöve        | gedeeld, regen  |
| 8.               | 1972-06-24 | WTA Londen        | gras       | Chris Evert        | 4-6, 0-6        |
| 9.               | 1973-09-16 | WTA Saint Louis   |            | Rosie Casals       | 4-6, 7-6, 0-6   |
| 10.              | 1977-01-16 | WTA Auckland      | gras       | Heidi Eisterlehner | 4-6, 4-6        |

### WTA-finaleplaatsen dubbelspel
| nr.                                 | finale     | toernooi             | ondergrond    | partner            | tegenstandsters                              | score           |         |
| ----------------------------------- | ---------- | -------------------- | ------------- | ------------------ | -------------------------------------------- | --------------- | ------- |
| gewonnen finales vrouwendubbelspel  |            |                      |               |                    |                                              |                 |         |
| 1.                                  | 1966-02-27 | WTA Brisbane         | gravel        | Patricia Turner    | Robyn Ebbern Madonna Schacht                 | 9-11, 6-3, 10-8 |         |
| 2.                                  | 1968-01-29 | Australian Open      | gras          | Kerry Melville     | Judy Tegart Lesley Turner                    | 6-4, 3-6, 6-2   | details |
| 3.                                  | 1968-08-11 | WTA Locust Valley    | gras          | Mary-Ann Eisel     | Patti Hogan Peggy Michel                     | 6-0, 6-3        |         |
| 4.                                  | 1968-10-13 | WTA Launceston       | gravel        | Kerry Harris       | Patricia Edwards Evonne Goolagong            | 6-2, 7-5        |         |
| 5.                                  | 1968-12-01 | WTA Adelaide         | gras          | Kerry Melville     | Lesley Hunt Judy Tegart                      | 6-1, 6-2        |         |
| 6.                                  | 1969-04-06 | WTA San Juan         | hardcourt     | Kerry Melville     | Mary-Ann Eisel Valerie Ziegenfuss            | 7-5, 7-5        |         |
| 7.                                  | 1969-07-11 | WTA Dublin           | gras          | Kerry Melville     | Rosie Casals Billie Jean King                | 5-7, 6-2, 6-4   |         |
| 8.                                  | 1969-08-03 | WTA Hilversum        | gravel        | Kerry Melville     | Helen Gourlay Patricia Walkden               | 1-6, 6-4, 6-3   |         |
| 9.                                  | 1969-11-22 | WTA Rockdale         | gravel        | Kerry Melville     | Jan Lehane Winnie Shaw                       | 4-6, 6-2, 6-3   |         |
| 10.                                 | 1969-12-08 | WTA Brisbane         | gras          | Christina Sandberg | Kerry Harris Winnie Shaw                     | 7-5, 6-4        |         |
| 11.                                 | 1970-01-04 | WTA Perth            | gras          | Kerry Melville     | Margaret Court Winnie Shaw                   | 6-2, 3-6, 6-3   |         |
| 12.                                 | 1970-07-18 | WTA Hoylake          | gras          | Kerry Melville     | Judy Dalton Julie Heldman                    | 6-2, 12-10      |         |
| 13.                                 | 1970-08-02 | WTA Hilversum        | gravel        | Kerry Melville     | Margaret Court Helga Niessen                 | 3-6, 9-7, 7-5   |         |
| 14.                                 | 1970-08-17 | WTA Hamburg          | gravel        | Kerry Melville     | Winnie Shaw Virginia Wade                    | 6-0, 6-1        |         |
| 15.                                 | 1972-04-09 | WTA Jacksonville     | gravel        | Judy Dalton        | Vicki Berner Billie Jean King                | 7-5, 6-1        |         |
| 16.                                 | 1972-04-16 | WTA Saint Petersburg | gravel        | Wendy Overton      | Judy Dalton Françoise Dürr                   | 7-5, 6-4        |         |
| 17.                                 | 1972-04-24 | WTA Tucson           | hardcourt     | Kerry Harris       | Judy Dalton Françoise Dürr                   | 6-3, 6-7, 6-3   |         |
| 18.                                 | 1972-05-06 | WTA Indianapolis     | tapijt (i)    | Rosie Casals       | Judy Dalton Françoise Dürr                   | 6-2, 6-3        |         |
| 19.                                 | 1972-06-17 | WTA Bristol          | gras          | Helen Gourlay      | Rosie Casals Billie Jean King                | 6-4, 6-2        |         |
| 20.                                 | 1973-07-21 | WTA Hoylake          | gras          | Virginia Wade      | Patti Hogan Sharon Walsh                     | 5-7, 6-4, 6-1   |         |
| 21.                                 | 1973-09-16 | WTA Saint Louis      |               | Mona Schallau      | Betty Stöve Pam Teeguarden                   | 6-4, 7-6        |         |
| 22.                                 | 1974-06-22 | WTA Eastbourne       | gras          | Helen Gourlay      | Chris Evert Olga Morozova                    | 6-2, 6-0        |         |
| 23.                                 | 1975-06-07 | WTA Chichester       | gras          | Judy Dalton        | Patti Hogan Greer Stevens                    | 4-6, 6-1, 6-4   |         |
| 24.                                 | 1977-03-26 | WTA San Antonio      | tapijt (i)    | Kym Ruddell        | Judy Connor Jane Preyer                      | 6-3, 6-0        |         |
| verloren finales vrouwendubbelspel  |            |                      |               |                    |                                              |                 |         |
| 1.                                  | 1966-06-03 | WTA Manchester       | gras          | Kerry Melville     | Trudy Groenman Elly Krocké                   | 6-1, 4-6, 3-6   |         |
| 2.                                  | 1967-06-17 | WTA Beckenham        | gras          | Kerry Melville     | Ann Haydon-Jones Virginia Wade               | 2-6, 6-3, 4-6   |         |
| 3.                                  | 1969-01-12 | WTA Melbourne        | gras          | Kerry Melville     | Margaret Court Judy Tegart                   | 6-3, 3-6, 2-6   |         |
| 4.                                  | 1969-02-03 | WTA Auckland         | gras          | Helen Gourlay      | Ann Haydon-Jones Billie Jean King            | 2-6, 8-10       |         |
| 5.                                  | 1969-03-09 | WTA Caracas          | hardcourt     | Kerry Melville     | Margaret Court Judy Tegart                   | 5-7, 6-8        |         |
| 6.                                  | 1969-03-16 | WTA Barranquilla     | gravel        | Kerry Melville     | Margaret Court Judy Tegart                   | 2-6, 4-6        |         |
| 7.                                  | 1969-03-23 | WTA Fort Lauderdale  | gravel        | Virginia Wade      | Margaret Court Judy Tegart                   | 3-6, 6-3, 3-6   |         |
| 8.                                  | 1969-04-20 | WTA Houston          | gravel        | Kerry Melville     | Margaret Court Judy Tegart                   | 4-6, 3-6        |         |
| 9.                                  | 1969-06-14 | WTA Beckenham        | gras          | Kerry Melville     | Mary-Ann Curtis Julie Heldman                | 5-7, 3-6        |         |
| 10.                                 | 1970-01-01 | WTA Adelaide         | gras          | Kerry Melville     | Kerry Harris Winnie Shaw                     | regen           |         |
| 11.                                 | 1970-01-10 | WTA Hobart           | gras          | Kerry Melville     | Margaret Court Judy Dalton                   | 7-5, 6-8, 2-6   |         |
| 12.                                 | 1970-01-18 | WTA Melbourne        | gras          | Kerry Melville     | Margaret Court Judy Dalton                   | 3-6, 4-6        |         |
| 13.                                 | 1970-01-27 | Australian Open      | gras          | Kerry Melville     | Margaret Court Judy Dalton                   | 3-6, 4-6        | details |
| 14.                                 | 1970-02-01 | WTA Auckland         | gras          | Kerry Melville     | Margaret Court Ann Haydon-Jones              | 0-6, 4-6        |         |
| 15.                                 | 1970-04-03 | WTA Johannesburg     | hardcourt     | Kerry Melville     | Rosie Casals Billie Jean King                | 2-6, 2-6        |         |
| 16.                                 | 1970-05-09 | WTA Guildford        | gravel        | Patricia Walkden   | Margaret Court Judy Dalton                   | 0-6, 9-7, 4-6   |         |
| 17.                                 | 1970-06-13 | WTA Bristol          | gras          | Kerry Melville     | Margaret Court Judy Dalton                   | 2-6, 3-6        |         |
| 18.                                 | 1970-06-20 | WTA Londen           | gras          | Kerry Melville     | Rosie Casals Billie Jean King                | 4-6, 3-6        |         |
| 19.                                 | 1971-04-04 | WTA San Juan         | hardcourt     | Kerry Melville     | Françoise Dürr Ann Haydon-Jones              | 6-7, 3-6        |         |
| 20.                                 | 1972-01-03 | Australian Open      | gras          | Patricia Coleman   | Helen Gourlay Kerry Harris                   | 0-6, 4-6        | details |
| 21.                                 | 1972-01-23 | WTA Long Beach       | hardcourt     | Helen Gourlay      | Rosie Casals Virginia Wade                   | 4-6, 7-5, 5-7   |         |
| 22.                                 | 1972-03-26 | WTA Richmond         | gravel (i)    | Judy Dalton        | Rosie Casals Billie Jean King                | 5-7, 6-7        |         |
| 23.                                 | 1972-04-02 | WTA San Juan         | hardcourt     | Judy Dalton        | Rosie Casals Billie Jean King                | 2-6, 3-6        |         |
| 24.                                 | 1972-07-15 | WTA Dublin           | gras          | Evonne Goolagong   | Brenda Kirk Patricia Pretorius               | 3-6, 10-8, 2-6  |         |
| 25.                                 | 1972-08-20 | WTA Denver           | hardcourt     | Helen Gourlay      | Françoise Dürr Lesley Hunt                   | 0-6, 3-6        |         |
| 26.                                 | 1973-03-04 | WTA Detroit          | tapijt (i)    | Betty Stöve        | Rosie Casals Billie Jean King                | 3-6, 6-3, 1-6   |         |
| 27.                                 | 1973-03-11 | WTA Chicago          | tapijt (i)    | Betty Stöve        | Rosie Casals Billie Jean King                | 4-6, 2-6        |         |
| 28.                                 | 1973-03-18 | WTA Richmond         | gravel (i)    | Betty Stöve        | Margaret Court Lesley Hunt                   | 2-6, 6-7        |         |
| 29.                                 | 1973-04-01 | WTA Tucson           | hardcourt     | Betty Stöve        | Janet Newberry Pam Teeguarden                | 6-3, 6-7, 5-7   |         |
| 30.                                 | 1973-05-12 | WTA Tokio            | tapijt (i)    | Nancy Gunter       | Laura duPont Kristien Kemmer                 | 6-8             |         |
| 31.                                 | 1973-07-14 | WTA Dublin           | gras          | Helen Gourlay      | Margaret Court Virginia Wade                 | 6-8, 6-3, 4-6   |         |
| 32.                                 | 1973-08-12 | WTA Nashville        | gravel        | Janet Newberry     | Françoise Dürr Betty Stöve                   | 4-6, 7-6, 1-6   |         |
| 33.                                 | 1973-10-27 | WTA Hawaï            | hardcourt     | Helen Gourlay      | Kerry Harris Kerry Melville                  | 3-6, 6-3, 3-6   |         |
| 34.                                 | 1974-03-10 | WTA Dallas           | hardcourt (i) | Virginia Wade      | Isabel Fernández de Soto Martina Navrátilová | 3-6, 6-3, 3-6   |         |
| 35.                                 | 1974-05-05 | WTA Hilton Head      | gravel        | Helen Gourlay      | Rosie Casals Olga Morozova                   | 2-6, 1-6        |         |
| 36.                                 | 1974-07-06 | Wimbledon            | gras          | Helen Gourlay      | Evonne Goolagong Peggy Michel                | 6-2, 4-6, 3-6   | details |
| 37.                                 | 1975-06-14 | WTA Beckenham        | gras          | Judy Dalton        | Delina Boshoff Patti Hogan                   | 6-3, 7-9, 5-7   |         |
| gewonnen finales gemengd dubbelspel |            |                      |               |                    |                                              |                 |         |
| 1.                                  | 1970-01-04 | WTA Perth            | gras          | Ken Stuart         | Kerry Melville Bernard Paul                  | 6-2, 4-6, 7-5   |         |
| verloren finales gemengd dubbelspel |            |                      |               |                    |                                              |                 |         |
| 1.                                  | 1966-02-27 | WTA Brisbane         | gravel        | John Cooper        | Robyn Ebbern Owen Davidson                   | 4-6, 4-6        |         |